# Browningia chlorocarpa
Browningia chlorocarpa là một loài thực vật có hoa trong họ Cactaceae. Loài này được (Kunth) W.T.Marshall mô tả khoa học đầu tiên năm 1945.

## Hình ảnh

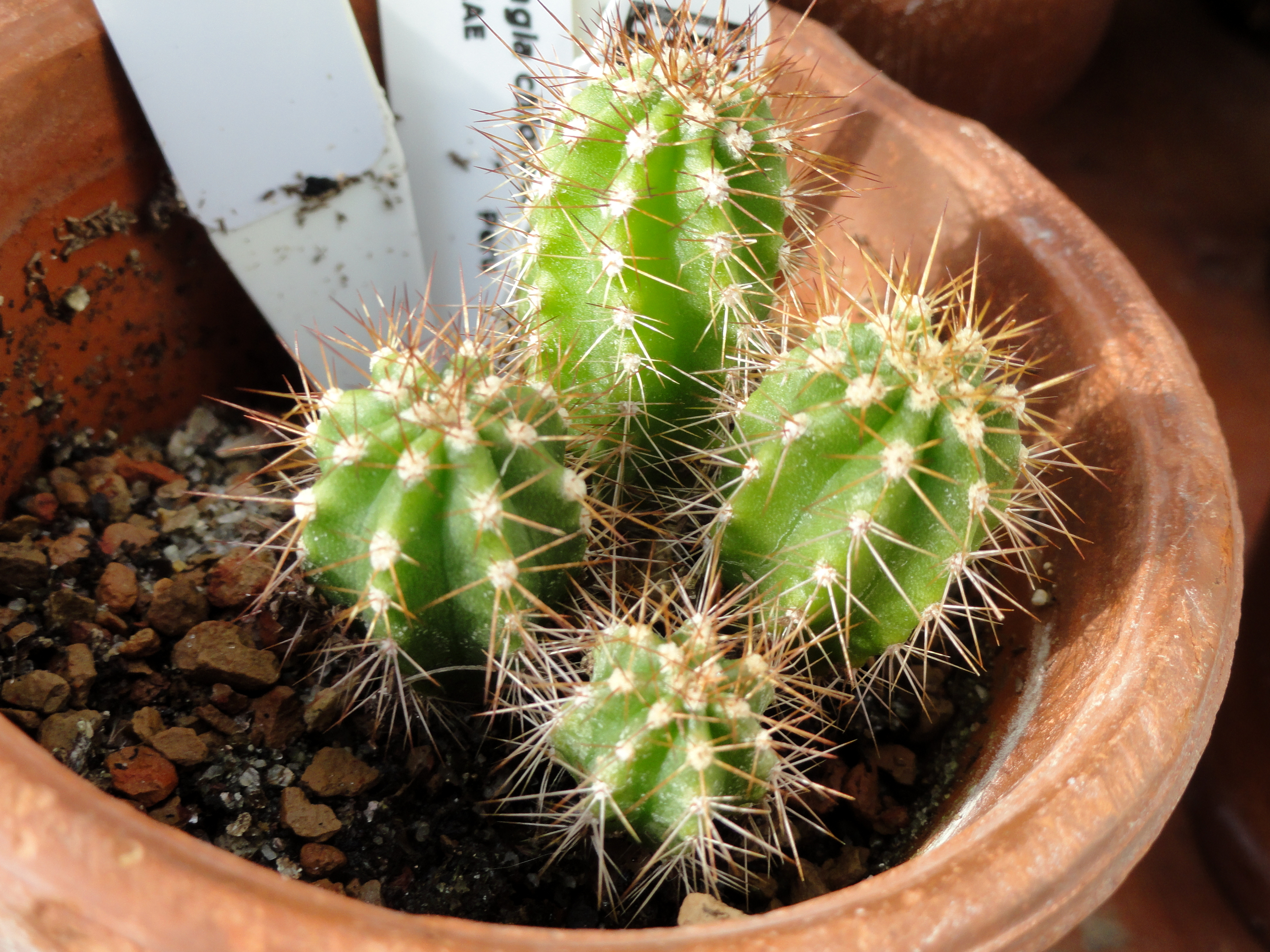